# 어떤 마술의 금서목록
《어떤 마술의 금서목록》(일본어: とある魔術の禁書目録 토아루 마주쓰노 인덱쿠스[*])은 일본의 작가 카마치 카즈마가 쓰고, 하이무라 키요타카가 삽화를 담당한 라이트 노벨이다. 전격 문고에서 발매 중이며 대한민국에서는 대원씨아이의 NT 노벨로 발매된다. 현재 22권에서 시즌 1이 끝나고 신약 어떤 마술의 금서목록이라는 타이틀로 시즌 2가 연재되고 있다. 코기노 츄우야가 만화화하여 2007년 5월부터 스퀘어 에닉스의 간간 코믹스로 발매되고 있다.
레귤러 캐릭터인 '미사카 미코토'의 시점으로 진행되는 《어떤 과학의 초전자포》(とある科学の超電磁砲 토아루 카가쿠노 레에루간[*])는 이 소설의 외전이다. 카마치 카즈마가 구성을 담당하고 후유카와 모토이가 그린 만화로 된 외전이며, 2007년 4월부터 연재를 시작하였다. 애니메이션이 2009년 10월 3일부터 2010년 3월 20일까지 일본에서 방영되었다. 약칭은 초전자포(超電磁砲), 레일건(レールガン) 등. 두 작품을 합쳐 토아루 시리즈(とあるシリーズ)라고 약칭하기도 한다.
또한 학원도시의 최강 레벨5 '액셀러레이터'의 시점으로 진행하는 금서목록의 또다른 외전《어떤 과학의 일방통행》(とある科学の一方通行 토아루 카가쿠노 아쿠세라레에타[*])이 2013년 12월 27일부터 연재중이다.
마지막 외전으로는 학원도시의 레벨 5를 액셀러레이터를 시작으로 전부 아이돌로 데뷔시킨다는 '어떤 우상의 일방동행씨'도 있다.
다른 만화 외전은 4컷만화 '어떤 마술의 인덱스씨'와 '어떤 마술의 인덱스땅' 도 있다.
그리고 2017년 10월 어떤 마술의 금서목록 3기 제작이 확정되었으며 소드 아트 온라인 3기와 함께 2018년 4분기 10월경에 나온다.

## 줄거리
초능력이 과학에 의해 해명된 세계. 초능력자들의 능력 개발을 목표로 교육을 시행하는 도쿄 1/3 넓이의 거대한 ‘학원 도시’를 배경으로 초능력을 사용할 수 없는 레벨 제로의 무능력자인 평범한 학생 '카미조 토우마'에게, 순백의 수도복을 걸친 어린 수녀가 나타났다. 그녀는 자신의 이름이 금서목록(인덱스)이라고 불리며, 마술사에 쫓기고 있다고 카미조 토우마에게 말한다.

## 용어 설명

### 학원 도시
学園都市 가쿠엔 토시[*]
과학 진영의 본거지.
도쿄 서부에 있는 완전 독립 교육 기관이자 《어떤 마술의 금서목록》의 주된 무대이며 최첨단 과학 집합체.
총인구 230만 명 중 80%는 학생으로, 외부와 철저히 격리된 거대도시이며 첨단 기술을 개발하는 연구소, 그것들을 측정하고 실험하는 시설, 그 기술에 적용을 받는 학생들의 교육기관, 학원도시를 원활하게 운영하게 하는 농업, 공업, 각종 인프라 등을 모두 갖춘 자급자족 도시이다. 독립(설립)기념일은 10월 9일로, 학원 도시에서는 축제일이다. 애니메이션 시리즈에서는 타치카와 시, 타마 센터 역의 주변역을 디자인 모델로 그렸다.
지리
도쿄 남부를 중심으로 도쿄도·카나가와현·사이타마현·야마나시현(극히 일부)에 걸쳐 있으며 면적은 도쿄도의 약 3분의 1 정도.
높이 5미터, 두께 3미터의 담으로 둘러싸인 완전한 원형 도시이며 학구 23곳으로 나뉘어 학구마다 독특한 특징이 있다.
학구
제1학구: 학원 도시의 전반적인 사법·행정을 통괄하는 기관이 모였다.
제2학구: 엔진이나 폭발물 등 소음이 큰 분야를 연구하는 학구. 인접 학구에 소음 공해가 가지 않게 여러 가지 방음 설비를 갖추었다. 또, 방공호를 개발하고 있어 폐기 방공호도 많다. 이 때문에 풍기 위원(저지먼트)이나 경비원(안티 스킬)의 훈련 시설도 이 학구에 있다.
제3학구: 지하에 번화가가 존재. 특히 패션 전시장이나 학원도시 기술을 소개하는 국제전시장 등 다양한 서비스를 제공하기 때문에 외부 손님들이 많이 찾아오며 이곳 호텔의 등급도 최상이다.
제7학구: 주인공들이 거주·통학하는 본작의 주요한 무대. 중·고등 교육 기관에 다니는 학생이나 근무 교사의 생활권이라 생활 상점이 즐비했다.
제10학구: 원자력 연구 시설이나 세균 관련 연구 시설 등, 유사시에 대규모 피해가 예측되는 연구소가 집약되어 있다. 대규모 폐기물 처리장, 실험동물 처분장도 있으며 소년원도 이 학구에 있다.
제11학구: 육로에 있는 물류기지. 물류의 최적화, 고속화를 노리고 만들어졌으며, 무인 자동화 시스템이 적용되어 있다.(몇명의 엔지니어를 제외)
제13학구: 유치원이나 초등학교 등 초등 교육 기관이 집중된 학구.학원도시의 홍보 프로그램에 이용된다.
제15학구: 학원 도시 내 최대 번화가. 각종 매스컴 회사가 그곳에 본거지를 두어 유행의 발신지가 되고 있다.
제18학구: 제7학구와 같은 중등 교육 기관을 주로 한 학구이지만, ‘사립학교’형태로 초등부터 고등까지 일관된 교육방침을 가진 학교가 많아, 이 학구에 본거지를 둔 학교 대부분을 엘리트 학교라 보아도 무방하다.
제20학구: 학원도시 내 스포츠 전문 학구
제21학구: 자연관 측구. 천문대가 있다.
제22학구: 제7학구에 인접하였으며, 지상에서 겨우 넓이 2제곱킬로미터의 학원도시내 원통형 지하 개발 학구. 지하 수백 미터까지 개발하고 있어 현개발 시점에서 10계층으로 나뉘어 있다. 덧붙여서 평판의 욕실 시설로서 알려진, 지열 이용의 전계층이 나무로 만들어진 온천 리조트가 있다.
제23학구: 여객기·전투기·로켓 등을 개발하는, 항공 및 우주 개발에 특화한 학구. 다른 학구와는 다르게 지평선이 보일 정도로 거대한 부지를 소유하고 있으며 부지 대부분은 실험용 활주로와 로켓 발사장으로 이루어져 있다. 여객기를 지하 격납고로부터 긴급 발진하는 비행기 사출기를 갖추었으며 학원도시로 접근할 수 있는 국제공항이 학구 내에 있다. 일반 학생의 접근은 금지되어 있으며 외부와 연결되는 통로는 터미널역밖에 없다. 근처의 연구소 때문인지 역의 보관함에는 냉장 시설도 존재한다.(다른 역의 보관함과 달리 이용료가 고가)
행정·사법
학원 도시 통괄 이사 위원회.
12명의 이사로 구성되어 학원 도시를 운영한다. 학원도시 총괄이사장은 아레이스타 크로울리이며, 학원도시 주민들에게는 참정권이 없다.
법률
표면상, 일본국 법률에 근거하였으며, 정부의 견제로 학원 도시의 독자적인 법률은 어디까지나 조례이다.
교통
시민 대다수가 학생이라 버스, 택시, 전철과 같은 대중교통을 많이 이용한다.
덧붙여 도시내의 버스는 모두 통학 버스이며, 버스 정류장도 학교 시설의 이름을 사용한다. (예: 제7학구·토키와다이 중학 기숙사)
통학 버스의 동력은 전기, 또는 전기와 천연가스를 둘 다 이용하는 하이브리드 버스이다. 조종 형식은 기본적으로 유인이지만 대패성제 등 대규모 행사에는 필요에 따라서 오토 파일럿(무인)으로도 교체된다. 도시 외부로 통하는 교통 수단은 항공으로 제23학구 학원 도시 국제 공항, 육로로는 학원도시 최대 관문인 제11학구의 게이트가 있다.
전철은 과좌식 모노레일이며 다마 도시 모노레일을 기반으로 하고 있다.
각 학구에는 다른 학구로 갈 수 있는 역이 있다.
치안
학원 도시의 경찰은 대능력자의 전문 부대를 예비로 두고, 평상시는 기존 학생으로부터 선발된 ‘풍기 위원(저지먼트)’와 교사로 이루어진 ‘경비원(안티 스킬)’가 치안을 유지한다. ‘풍기 위원’이나 ‘경비원’ 이외의 사람은, ‘초능력자(레벨 5)’ 수준의 강대한 힘을 지니더라도 ‘일반인’이라 불린다. 도시 전체가 높은 담벽에서 둘러싸여 출입 시에는 게이트에서 검문을 받아야 한다. 또, 출입하는 사람의 개인정보를 철저히 관리하여 모든 행동이 도시 내에 설치된 카메라나 학원 도시의 독자적인 인공위성에 의해 감시당한다.
경비 강도
학원 도시의 치안 레벨.
제1급 경보(코드 레드): 최상위 특별 경계 선언. 테러리스트가 확실히 침입한 상태.
제2급 경보(코드 오렌지): 테러리스트의 침입이 예견되는 상태.
제3급 경보(코드 옐로)
코드 그린: 정상을 나타내는 상태이다.
코드 레드나 코드 오렌지가 발령되면 학원 도시를 완전히 봉쇄한다.
교육
모든 학생은 각각이 다니는 학교에서 ‘능력개발’ 등 특별 수업을 도입한 ‘수업(커리큘럼)’를 받는다. 수업 이외에도, 숙제나 시험, 보수 등의 학습, 여름휴가(방학)등의 장기 휴가, 동아리동, 방과후의 자유시간 등, 일반적인 학생 생활(라이프사이클)이 존재한다.
과학 기술
기억 방법, 암기 방법이라는 명목으로 뇌의 개발, 즉 초능력 연구를 실시한다. 풍력 발전기나 청소용·경비용 로봇 실용화 등, 학원 도시 바깥과 기술격차는 20~30년정도 차이를 보인다고 알려진다.
외교·군사
학원 도시 독자적으로 전투기나 폭격기, 파워드 슈트 등의 군사병기도 보유하여, 외부 공격을 독자적으로 방위할뿐더러, 타국에 군사 개입도 가능하다.

#### 학원도시의 교육기관
토키와다이 중학교(常盤台中学校 도키와다이주캇코[*])
제7학구, 배움의 정원에 위치한 학원 도시에서도 다섯 손가락 안에 꼽히는 명문 학교인 동시에 엄청난 아가씨 중학교이다. 미사카 미코토와 시라이 쿠로코,쇼쿠호 미사키가 다니는 학교이다. 입학이 까다로워 학생은 200명 이하이나, 학생 전원이 레벨 3 이상의 능력자로, 초능력자(레벨 5) 2명과 대능력자(레벨 4) 47명을 포함한다. ‘의무 교육 기간 동안 세계 어디에서나 인정될만한 인재를 배출한다’는 교육 목표를 내걸고 영재 교육을 시행한다. 능력 개발은 범용적 능력자 육성을 특성화하여 교육한다. 총 4채가 연결된 학교 건물로 이루어져 있으며 각 건물별로 개별적 보안 체계를 적용한다. 기숙사는 학교 안팎에 1채씩 있다. 미코토와 시라이는 학교 밖 기숙사에 살고 있다. 이사장은 우나바라 미츠키의 할아버지이다.
사쿠가와 중학교(柵川中学校 사쿠가와주갓코[*])
제7학구에 소재하고 있는 중학교. 우이하루 카자리와 사텐 루이코가 재학 중이다.
키리가오카 여학원 (霧ヶ丘女学院 기리가오카조가쿠엔[*])
제18학구에 소재, 능력개발 분야에서는 토키와다이와 어깨를 나란히 하는 명문 아가씨 고등학교.
토키와다이와는 대칭적이고, 주로 특이한 능력을 개발한다.
카자기리 효우카(명목상),히메가미 아이사가 과거에 다녔었고 무스지메 아와키가 재학 중인 학교다.
나가텐조키 학원(長点上機学園 나카텐조키가쿠엔[*])
제 18학구에 소재, 학원도시의 다섯 손가락 중 하나로 꼽힐 정도로 능력개발 분야에서는 톱을 자랑하는 엘리트 고등학교.
고위 능력자인 것이 필수 조건인 토키와다이 중학교와 달리, 초능력 이외에도 특출한 능력을 가지고 있으면 입학할 수가 있다.
액셀러레이터(명목상), 누노타바 시노부가 재학 중인 학교이다.
료우란 가정 여학교(繚乱家政女学校 료란카세이조갓코우[*])
메이드 전문학교. 최고의 메이드를 양성하는 곳이기 때문에, ‘메이드에게 휴식은 필요없다’라는 교칙이 있다.
츠치미카도 마이카가 재학 중인 학교이다.

#### 학원도시의 능력 이름
이 분류에서는 보편적 능력에 대해 설명한다. 특정 등장 인물이 사용하는 고유 능력에 관해서는 등장 인물을 참조.
대부분의 능력은 한자로 나타내면 4자이나, 카미조 토우마의 능력은 예외적으로 3자이다.
환상 죽이기(환상살 幻想殺, Imagine Breaker 이매진 브레이커[*])
그어떤 능력이라도 "이능"의 힘이라면 무엇이든 소멸시켜버리는 힘이다.
초능력과 마법이 대표적인 이능의 힘이며, 행운역시 이능의 힘에 속해서,오른손을 공기에 닿게하지 않는 이상은 이힘을 지닌 카미조 토우마는 극에서 불행한일이 상당히 많이 일어나며 인덱스역시 (기억이 사라지기 전의)토우마와 처음 만났을당시 이를 추측한 바 있다.
또한, 이힘은 이능의 힘이 깃든, 인첸트(enchant)된 물건역시 소멸시키거나, 파괴해버린다. (인덱스의 수도복인 "걸어다니는 교회" 역시 강력한 보호마법이 적용된 것이여서, 이매진 브레이커에 의해 찢어져 버렸으며 최강의 레밸5 액셀러레이터가 공격을 반사시키려해도 이매진 브레이커의 주먹에 맞으면 힘을 쓸수가 없게된다.)
이 힘은 카미조 토우마만 유일하게 지니고 있으며, 초능력이라고 부를수는 없기 때문에, 카미조 토우마의 레벨은 0에 속한다
아우레올루즈 이자드, 우방의 피안마 사건에서 환상살은 환상살 그자체만이 아니라 더욱 방대한 힘을 가지고 있다는 것이 암시된다. 아크엔젤 미카아루가 루시퍼를 수천년간 봉인하기 위해 쓴 힘이라는 이야기까지 나왔으나! 신약5권에서 올레루스는 이능력의 정체에대에서 가장유력한 정체는 모든 마술사의 두려움,바램이 집약한 것이라고 묘사하고있다.
(가끔 일상에서 이매진브레이커가 발동이 안걸리는 모습을 보인다.)
드래곤 스트라이크 용의 턱
카미조 토우마가 이자드에 의해 오른팔이 잘려나갔을 때 처음으로 자신의 몸안에 잠 들어있던 이매진브레이커의 힘을 최대로 끌어내다가 발동된 능력으로 오른팔이 잘려나갔을 때 용이 그팔을 대신하게해서 공격하는 기술로 발동하면 상대방의 기억을 지워버릴수 있다. 이능력에 대에서 밝혀진 것은 없으며 아우레올루스 이자드와의 결투에서 나온 힘이다. 다만 이자드의 마음안에 있던 두려움의 형태가 일시적으로 카미조토우마의 힘으로 작용했다는 것이 가장 유력한 설인듯했으나! 신약에서 이능력이 토우마의 힘이라는 사실이 밝혀진다. 이로 인해 이 카미조토우마의 드래곤스트라이크가 봉인된 루시퍼가 일시적으로 풀려난 모습이 아닌가 하는 추측도있지만 이는 정확하지 않다.
오른팔 재생현상
오른팔이 잘려나갔을 때 그것이 이능의 힘에 의해 팔이 잘려나간 것이라면 새로운 팔이 생겨나서 이매진브레이커의힘이 되돌아오는 능력회수작용이 일어난다. 이자드에 의해 오른팔이 잘려나갔을때도 드래곤스트라이크가 발동되기는 했으나 기억을 잃은 토우마는 환상살밖에 쓰지못하기 때문에 이 오른팔 재생은 발동되지 않았다. 그러나 마술사와의 싸움과정에서 어느정도 환상살에 익숙해진 토우마는 우방의피암마와의 결투에서 오른팔이 잘려나갔을 때 자신안에 무언가가 있음을 느끼게 되고 그것을 억누르면서 처음으로 오른팔 재생현상이 발동된다.
환상살 회수현상
오른팔재생이 발동하면 자동으로 발동되며 환상살 회수 현상이라고 할 수 있다. 이는 잘려나간 오른팔에 있던 환상살이 재생된 오른팔로 되돌아오는 현상이다. 우방의 피암마와의 결투에서 오른팔재생과 함께 나타난 능력! 역시 드래곤스트라이크와 마찬가지로 이 힘의 정체도 확실하지 않다.
전신 환상살
카미조토우마의 전신에 이매진브레이커가 작용하는 것으로 이자드와의 싸움에서 처음으로 발동되었고 이름을 붙이면 전신환상살이라고 한다.
아군보호 환상살
좌방의 테라의 말에 따르면 토우마가 이매진브레이커를 제대로 사용할 수 있다면 멀리 떨어진 아군에게 이메진브레이커를 사용해서 이능의힘에의한 공격을 막아낼수 있다고 하는데 이름을 붙이자면 아군보호 환상살이라 부를수 있다.
클론 환상살
신약 어떤 마술의 금서목록 7권에서 레사가 카미조 토우마의 능력을 캡처.사용하려했으나 레사의 오른팔이 폭발하고 말았다. 이름을 붙이자면 클론환상살이라 부른다.
클론 환상살 제거현상
레사가 클론환상살을 시도하다 오른팔이 폭발한것을보면 이매진브레이커는 카미조 토우마 개인만 쓸수있다는걸 알 수 있으며 클론환상살은 실현이 불가능하다.이현상을 이름을 붙이면 클론환상살 제거현상이라 부를수 있는데 이것을 통해 카미조토우마의 이매진브레이커는 사용자의 의지와는 상관없이 발동되기도 하는 것으로 보인다.
전격 사용(Electro Master 일렉트로 마스터[*])
전기를 조작하는 능력으로, 뇌격의 창이나 전자장 및 자력의 조작, 전자식 잠금장치 해제, 인공 번개 등 그 응용 범위는 넓다. 항상 몸에서 미약 전파를 발산하기 때문에 이를 감지하는 동물은 회피하려 한다.
미코토는 주위의 사철을 모아 만드는 금속 톱과 비슷한 형태의 ‘사철의 검’이나 게임센터의 코인을 음속의 세 배로 쏘아 공격하는 ‘레일건’ 등을 사용할 수 있다.
또한 자신의 주변의 전자파,자기장을 감지할 수 있기 때문에, 전기를 사용하는 기계장치의 유무를 파악할 수도 있고, 레이다에서 나오는 전자파역시 감지할 수 있다.
결함 전기(Radio Noise 레디오 노이즈[*])
미사카 미코토의 DNA맵을 이용해서만든 "시스터즈"가 지닌 능력이다.
전반적인 부분은 전격사용(일렉트로 마스터)와 비슷하지만, 전자기장을 눈으로 읽는능력은 부족하기 때문에 "시스터즈"는 전투시 특수고글을 착용해서 전자기장을 읽어낸다.
또한 "시스터즈"는 이능력을 응용해서 자신들 끼리의 전기적 네트워크를 구성, 상대방에게 일어난일, 생각, 건강상태등을 링크할 수 있다.
흡혈귀 죽이기(흡혈살해 吸血殺害 Deep Blood 딥 블러드[*])
흡혈귀를 끌어들이고, 흡혈귀가 이능력을 지닌자의 피를빨면 그흡혈귀는 죽는 능력이다.
현재는 히메가미 아이사만이 지닌 능력이며, 그녀는 켈트십자로 평소에는 그능력을 봉인하고있다.
일방통행(Accelerator 액셀러레이터[*])
모든것의 운동량을 결정하는 "백터"를 다루는 능력. 간단히 말하자면 어떠한 물체의 운동방향을 바꾸어버리는 힘으로, 평소에는 역방향, 즉 운동방향을 반대로 바꾸어버리는 반사와 같은힘이다.
다만, 정방향, 즉 운동방향을 그대로 유지해서 상대방의 체내전기를 조작할 수도 있는 모양이다.(이능의 힘을 무력화시키는 카미조토우마의 주먹에 맞을시에는 어떤능력자나 마술사도 힘을 쓰지못한다. 카미조토우마가 액셀러레이터를 쓰러트릴수 있었던 이유가 바로 여기에 있다.)
그리고, 운동방향을 바꾸는 힘은 타격순간 운동방향을 바꾸면 효과가 없는 것으로 보인다.
(주먹으로 타격시 순간적으로 주먹을 뒤로 빼면 그 주먹의 운동방향은 역방향으로 계산되어서, 타격을 받을 수도 있다는 소리이다.)
발화 능력(Pyrokinesis 파이로키네시스[*])
불길을 만드는 능력으로 능력자의 총칭은 발화 능력자(파이로키네시스트)이며, 코모에의 전공이기도 하다.
능력 보유자의 존재는 본편 2권이나 《어떤 과학의 초전자포》 1권의 이야기로 확인할 수 있다.
발화의 방법과 형태는 능력자에 따라서 다른 것 같다.
화염 방사(Fire throw 파이어 스로우[*])
《어떤 과학의 초전자포》 2권 커버 뒤 〈키야마 일기〉에 첫 번째로 등장하며, 가리키는 곳으로 불길을 뿌리는 발화계 능력이다.
공간 이동(Teleport 텔레포트[*])
11차원의 절대 좌표를 개입해서 자기 자신이나 자신과 닿은 물질을 옮기는 능력으로, 능력자의 총칭은 공간 이동계 능력자(텔레 포터)이다.
이동시킨 물질은 이동 대상 좌표에 있던 물질을 밀쳐내고 이동하기 때문에, 이동시킨 물질의 강도와 관계없이 절단 혹은 관통 등의 사태를 일으킬 수 있다. 이동시킬 인간이 같은 공간 이동 능력을 가지는 능력자인 경우, AIM확산력장의 상호 간섭으로 인해 이동할 수 없다.
다만, 이동시키고 싶은 물체를 만져야만 발동이 가능하다.
범용성이 뛰어난 능력이나, 능력 행사에 11차원 절대 좌표를 이용하기 때문에 연산이 복잡하여 시간이 지연되거나, 약간의 아픔이나 초조함으로 인해 능력 사용이 제한되는 경우가 있다.
이 타입의 능력자는 학원 도시에 시라이 쿠로코와 무스지메 아와키를 포함한 58명으로 집계된다.
좌표 이동(Movepoint 무브 포인트[*])
무브 포인트는 어떠한 물체든 만지지 않고도 발동이 가능하다. 즉 멀리 떨어져있는 물체라도 바로 자신의 앞으로 불러올수 있는 능력이다.
무브포인트를 사용하는 능력자는 무스지메 아와키밖에 없으며, 그녀는 무브포인트를 이용할 때 어떠한 리모컨을 사용하는듯하다.
또한 그녀가 폭주했을시엔, 염동력(텔레키네시스), 역시 동시 발동되는 것으로 보아 염동력과 깊은 관련이 있는 것으로 보인다.
육체 재생(Autoreverse 오토 리버스[*])
육체의 손상을 어느 정도 회복할 수 있는 능력. 츠치미카도 모토하루의 능력이기도 하다.
염동력(Telekinesis 텔레키네시스[*])
보이지 않는 힘으로 주시하고 있는 물체를 이동할 수 있는 능력
정체 불명(Counter Stop 카운터 스톱[*])
"허수학구 오행기관"의 열쇠인 카자키리 효우카의 본질적 능력이다.
우선, 이능력은 초능력이라기 보다는 어떠한 현상의 이름이란것을 먼저 밝혀둔다.
카자키리 효우카는 기본적으로 능력자들 끼리의 AIM확산역장의 충돌로 일어난 "가상"의 인물이다.
그렇기 때문에, 능력자가 없다면 그녀는 존재할 수 없다.
또한 그렇기에 능력자가 존재하면 그녀는 어디서든 존재할 수 있다.
그러나 그녀는 "가상"의 인물이기 때문에 평소에는 물질계에 간섭할 수 없지만, "어떤"영향으로 물질계에 나올경우, 능력자들끼리의 AIM간섭을 이용해서 자신이 아무리 파괴 되더라도 즉시 회복할 수 있다.
독심 능력(Psychometry 사이코메트리[*])
대상과 접하는 것만으로 상대의 사고를 읽어낼 수 있는 능력. 능력자의 총칭은 독심 능력자(사이코메트러)이다. 능력 등장은 외전 1권과 초전자포 2권에 처음 등장한다.
풍력사(Aero Shooter 에어로 슈터[*])
공기의 움직임(바람)을 조작하는 능력. 작중에서는 80미터의 돌풍의 벽이나 진공의 칼날 같은 것이 사용되었다. 애니메이션 《어떤 과학의 초전자포》에서 ‘레벨 어퍼’ 사건때 밝혀진 사텐 루이코의 능력이기도 하다.
충격확산(Shock Absorber  쇼크 애브서버[*])
받은 운동량을 흩뜨리는 능력, 충격을 경감 시키는 것등이 가능
수류조작(Aquakinetics  아쿠아 키네틱스[*])
물을 조종하는 능력, 물 관련 능력들을 ‘수류조작계’ 능력이라 하는 것 같다.
시각저해(dummy check  더미 체크[*])
상대방의 대상물을 ‘본다’는 인식 자체를 저해하는 것으로, 자신의 모습을 숨기는 능력.
능력레벨이 낮을시에는 단순히 존재감이 옅을뿐이지만, 능력레벨이 높아질시엔 투명화도 가능하다.
다만, 사람의 '본다'는 인식을 저해하는 능력이므로, 카메라와 CCTV같은 기계매체에는 효과가 없다.
질소장갑(offense armor  오펜스 아머[*])
주위의 질소를 자유자재로 조종하는 것으로 질소를 고도로 압축하여 조종하는 능력
육체변화(metamorphose  메타모르포제[*])
자신의 외모와 육체를 타인의 것으로 재편성하는 능력(자신의 생각대로 자신의 몸을 바꾸는 능력). 학원도시에서 단 3명밖에 없다.
에너지변환(동력변환 動力變換, trans energy |트랜스 에너지)
아직 언급은 되지 않았지만, 모든 물질의 에너지를 다른 것으로 바꾸어 조종할 수 있는 능력으로 추정된다.
온도보존(溫度保存, thermal hand 서멀 핸드)
어떠한 물체의 온도를 보존시키는 능력이다.
굳이 비슷한 물체를 찾자면 보온병과 비슷한 능력이다.
차가운것은 차갑게 유지시키고, 뜨거운것은 뜨겁게 유지시키는 능력으로, 우이하루 카자리가 지닌 능력이기도 하다.
다만, 온도를 보존시키고 싶은 물체를 잡고있어야만 하는 제약이 있기 때문에 너무 뜨겁거나 너무 차가워서 잡지못하는 대상에는 효과가 없다.
이상 전송(理想送り World Rejecter  월드 리젝터[*])
능력 보유자는 신약 14권에서 새로운 캐릭터로 등장한 자칭 "평범한 고등학생" 카미사토 카케루.
이매진 브레이커와 표리일체의 존재.
상반되는 소망의 중복이라는 조건을 충족하는 대상을 세계에서 추방해 대상을 괴로움도 절망도 없고 희망만이 존재하는『신천지』로 보내는 능력. (사정거리: 오른손의 그림자 범위 한정.)
발동 조건은 오른손 자체와 그 그림자에 닿는 모든것을 대상으로 하며 "신천지를 원해?"라는 대사 필요하다. (단, 어느 하나 올곧게 매달려서 일직선으로 일말의 흔들림도 없이 나아가는 인물은 발동이 안 된다.)

#### 학원도시의 초능력자(레벨5)
학원도시에 오직 7명밖에 없는 초능력자(레벨5)
제1위 ‘벡터변환’(Vector Conversion) 액셀러레이터 (Accelerator)
제2위 ‘미원물질’(Dark-Matter 다크 매터[*]) 카키네 테이토쿠
제3위 ‘초전자포’(Railgun 레일건[*]) 미사카 미코토
제4위 ‘원자붕괴’(Melt-Downer 멜트 다우너[*]) 무기노 시즈리
제5위 ‘심리장악’(Mental-Out 멘탈 아웃[*]) 쇼쿠호 미사키
제6위 '육체변화'( Metamor-phose  메타모르 포제[*]) 아이하나 에츠
제7위 ‘염동포탄’(Attack-Crash 어택 크래쉬[*]) 소기이타 군하 *'원석'

#### 학원 도시의 어둠의 조직들
그룹
액셀러레이터, 무스지메 아와키, 츠치미카도 모토하루, 우나바라 미츠키 (에차리)
스쿨
카키네 테이토쿠(다크 매터, 리더), 메저하트 (화려한 드레스의 소녀), 고글의 소년 (머리 전체를 뒤덮는 고글을 쓴 인물), 스나자라 치미츠 (임시 고용)
블록
사쿠 타츠히코 (리더), 테시오 메구미, 야마테, 테츠모
아이템
무기노 시즈리 (리더), 키누하타 사이아이, 타키츠보 리코, 프렌다 세이베른, 하마즈라 시아게 (하청업자)
멤버
박사 (리더), 쇼치틀, 바바 요시오, 사라쿠 (킬 포인트)
컬러
코우엔 아카리 (리더), 후죠 메구미, 키하라 이치로, 키쿄우 (텍파틀)
신입생
실버 클로스 알파, 쿠로요루 우미도리

### 종교
십자교 (실제명 기독교)
어떤 마술의 금서목록안의 일대 종교 단체.
원래 마술은 교회와 적대관계인 마술사나 마녀, 마술 결사의 기술이지만 이 세력에 대항하기 위해서 십자교 각각의 종파가 같은 마술을 사용한다.
영국 청교도 (실제명 영국 성공회)
영국에 거점을 두는 십자교의 일파로 3대 교회중의 하나. 로마 정교의 지배에 벗어나기 위해 영국에서 만들어진 국가교회다.
마녀 재판이나 이단 심문이라고 하는 대(對) 마술사 분야에 뛰어난 종교이며, 행동부대로 제영성당구〈필요악의 교회(네세사리우스)〉를 운영하고 있다. 또, 원작에서는 아마쿠사식 십자 처교나 아녜제 부대등을 산하에 두고 있다.
영국 청교도 네세사리우스의 아크비숍은 ‘로라 스튜어트’이며 현재 인덱스,칸자키 카오리,스테일 마그누스등이 속해있다.
아마쿠사식 크리스트 처교 (실제명 카쿠레키리시탄)
일본의 고유한 문화를 가진 독특한 십자교의 일파로 일본에 거점을 두고 있으며 7권 이후에 영국 청교도 산하에 들어가게 된다.
에도 막부 시대에 종교탄압을 피하기 위해, 십자교를 신교, 불교와 섞어 철저히 비밀로 부치게 되면서, 타 십자교 조직과는 다른 방향으로 진화했다. 언어·식사·복장 등 아무렇지 않은 행동이나 동작을 마술의 영창이나 의식으로 사용하며, 무기를 다루는 솜씨나 집단 전투에도 상당히 뛰어난 것으로 알려졌다. 이전에 칸자키 카오리가 프리스티스(여교황)로 있었고, 현재는 타테미야 사이지가 이끌고 있다.
로마 정교 (실제명 로마 가톨릭교회)
이탈리아 로마를 거점으로 하는 십자교의 일파로, 세계 113개국 20억명의 신도를 거느리는 십자교의 최대 세력.
신도는 많지만, 마술을 사용할 수 있는 사람은 한정되어 있기 때문에, 전력으론 영국 청교도와 비슷한 수준이다. 상층부는 십자교 일파 중에서도 특히 과학측을 기피하고, 장차 로마 정교에 해가 되거나 절대적인 존재가 되는 것들을 말살하려고 하는 사람이 대부분이므로, 학원 도시나 다른 파에 공격을 하기도 한다. 종교 이단자와 싸우는 행동부대로써 아녜제 부대를 두고 있었으나 일련의 사건으로 아녜제 부대를 추방하였다. 규모가 크고 신도가 많다보니 완전하게 통일이 되지 않아 외부보다 내부적으로 갈등을 빚고 있다.
하느님의 오른쪽 자리
교황도 끌려 다닐 수밖에 없는 로마 정교 최대의 비밀조직. 이들 자체는 일반적인 마술사와는 완전히 다른 존재.
‘벤토(바람)’, ‘아쿠아(물)’, ‘테라(토양)’,‘피암마(불)’라는 각각의 성질을 이름에 적용하였다. 그들의 목적은 하느님의 오른쪽 자리 즉, 천사와 대등한 위치에 서거나 능가하는 것을 목표로 하고 있다. 이러한 목적을 이룰 수단으로, 사람이 초창기에 가진 원죄(인간이 창조함을 받은 후에 하느님과 생명의 관계를 지니며 복되게 살던 상태로부터 떨어져 인류 전체를 비참하고 불행한 실존 상태로 돌입하게 만든 아담의 첫 죄)를 영세하여 퍼트려 원죄의 영향을 최소화하였다. 결과적으로 현재 그들은 천사의 체질에 가까워져, 일반적으로 마술사들이 사용하는 마술과는 다른 천사들의 술식을 사용하는 것이 가능하다. 그러나 원죄는 지혜의 본질로 이어지기 때문에, 보통 마술은 사용할 수 없게 되는 제약이 생겼지만 (후방의 아쿠아는 제외), 각각의 성질을 합쳐서 강력한 술식을 행사할 수 있다.
러시아 정교 (실제명 러시아 정교회)
십자교의 일파로 3대 교회 중 하나이며 유령 분야에 특화된 종교이다.
14권 이후 로마정교와 정식으로 손을 잡는다.

### 등장 도구,마법
인덱스의 수도복(‘걸어다니는 교회’)
인덱스가 입은 수도복으로 교황급 방어, ‘걸어다니는 교회’가 적용된 수도복이다. 웬만한 물리·마술 공격은 막아내며 성 조지의 드래곤의 브레스도 부술 수 없다고 되어 있다.
그러나 카미조 토우마가 이매진 브레이커(환상 죽이기)로 파괴하였고 현재는 안전핀으로 고정하여 돌아다닌다.
스테일 마그누스의 룬 카드
스테일 마그누스가 마법을 사용할 때 반드시 필요한 카드.
과거에는 종이에 펜으로 룬 문자를 적어놓은 것에 지나지 않았지만, 카미조 토우마가 그 방식의 허점을 알아내자, 카드로 바꾸었다.
룬 카드의 숫자와 배열방식, 카드에 적힌 룬문자의 종류에 따라 마법의 종류, 위력, 지속시간등이 바뀌는 것으로 보인다.
아우레올루스 더미의 황금 화살촉(리멘 마그나)
아우레올루스 더미가 리멘 마그나(황금연성)을 하기 위해 필요한 도구. 1초에 몇십 회씩 쏘고 되감을 수 있다. 화살촉에 닿기만 해도 금이 되어버린다.
아우레올루스 이자드의 황금 침
아우레올루스 이자드가 알스 마그나(순간연성)을 할 때 잡념을 없애기 위한 도구. 목에 찔러 넣어서 잡념을 없앤다. 이게 없으면 아무래도 알스 마그나를 하기가 힘들어지는 것 같다.
히메가미 아이사의 켈트 십자가
인덱스의 수도복과 같이 ‘걸어다니는 교회’가 적용된 십자가. 성 조지의 십자가가 변형되어 만들어진 것이라고 한다. 히메가미 아이사는 딥 블러드(흡혈귀 죽이기)의 능력을 억제하기 위해 언제나 십자가를 걸고 다닌다. 이로 인해 오리아나 톰슨에게 오해를 받아 공격받기도 했다.
액셀러레이터의 목걸이형 전극
두개골 파열로 언어능력과 계산 능력을 잃은 액셀러레이터가 사용하는 전극. 시스터즈에게 계산을 맡기기 위해 필요한 전극으로 통상모드는 48시간, 능력사용모드는 15분의 배터리가 되어 있다. ‘그룹’에서 전극을 개량하여 능력사용모드가 30분으로 늘어났다.
칸자키 카오리의 칠천칠도
족히 2 미터는 넘는 장검. 칠섬과 유섬을 사용할 수 있다.
자돌항검(Stap Sword, 스탭소드)
처형과 찔러 죽임이라는 종교적 의미를 극한까지 추구하여 적용하고 결속한 검. 일반인에게는 소용이 없지만 상대가 성인(聖人)이라면 먼 거리에 있어도 앞을 향하기만 해도 죽일 수 있다.
하지만 그런 검은 존재하지 않는 다는 것이 나중에 바로 밝혀진다.
실제로 있다고 치면 그 검을 눕힌 채로 360도 돌리면 지구 상의 성인(聖人)들은 다 죽을 것이다.
사도십자 (Crosse de fietro, 크로체 디 피에트로)
성인(聖人)이자 로마 정교를 세운 사도, 베드로의 십자가. 베드로의 유해가 묻힌 무덤에 꽂혔던 것이다. ‘크로체 디 피에트로’가 꽂힌 자리로부터 반경 몇 킬로미터는 로마 정교의 땅이 된다.
어떤 위화감도 없이 범위 안의 사람들을 원래 ‘로마 정교의 신자였던 것처럼’ 만들고 좋은 일만 생기게 한다. 이걸 학원도시에 꽂아 학원도시를 로마 정교의 영토로 만들고자 했으나 실패했다.
오르소라 아퀴나스의 영국 청교도의 십자가
카미조 토우마가 스테일 마그누스로부터 건네받고 오르소라 아퀴나스에게 준 영국 청교도, 성 조지의 십자가. 영국 청교도 소속임을 알려주는 신분증이기도 하다. 로마 정교의 아녜제 부대가 올소라 아퀴나스를 잡으려고 할 때, 이 십자가를 빌미로 영국 청교도의 내정 간섭을 정당화하기 위한 것이다.
사람 물리기(Opila)
룬의 술식. 사람들에게 ‘이곳으로는 가면 안 되겠다’라는 인식을 주어 사람들이 주위로 못 오게 하는 마술로 긴밀하게 이야기하거나 싸울 장소를 만들 때 사용한다.
올리아나 톰슨의 단어장(마도서)
마도서를 하나의 단어장으로 만들어낸 것. 마도서 자체가 술식이기 때문에 단어장을 물어 뜯어 마술을 발동한다.
시스터즈의 NV 고글
오리지널과의 능력차(전자기파를 느낄수 있는 능력, 고글로 전자기파를 볼 수 있다 )를 위해 시스터즈가 차고 다니는 군용 고글. 일상에서는 꼭 필요는 없는 것 같다.
미사카 미코토의 게임 코인
레일건(Railgun)을 발동하기 위해 던지는 게임센터의 코인이다.
용왕의 깃털
인덱스의 ‘목줄’이 이매진 브레이커에 의해 해제 당하고 각성한 인덱스가 사용한 ‘드래곤 브레스’ 마술의 잔해. 소설에서는 거론이 없지만 애니메이션에서는 깃털 하나의 파괴력이 엄청나다고 한다. 이 깃털이 카미조 토우마의 머리에 닿아서 뇌세포가 송두리째 날아갔다.
스테일 마그누스의 담배
어디에서나 구할 수 있는 평범한 담배지만 스테일 마그누스는 이 담배에 마술을 적용하여 통신용으로 쓰는 모양이다.
마법명
도구라고 할 수는 없지만 상대에게 마법명을 대야만 마법을 사용할 수 있다.
마법명마다 그 뜻이 있으며, 현재까지 아는 마법명은 다음과 같다.
스테일 마그누스 - Fortis 931 (나의 이름이 최강인 이유를 여기에서 증명한다)
칸자키 카오리 - Salvare 000 (구원받지 못한 자에게 구원의 손길을)
츠치마카도 - Fallere829 (등을 찌르는 칼)
올리아나 톰슨 - Basis104 (주춧돌을 짊어지는자)
인덱스 - Dedicatus545 (헌신적인 아기양은 강자의 지식을 지킨다)
아우레올루스 이자드 - Honos628 (나의 명예는 세계를 위해서)
쉐리 크롬웰 - Intimus115 (내 몸 전부는 죽은 친구를 위해서)
후방의 아쿠아(윌리엄 오웰) - Flere210 (그 눈물의 이유를 바꾸는 자)
레이비니아 버드웨이 - Regnum771 (???)
아레이스타 크로울리 - Beast666 (???)
스펠 인터셉트
인덱스가 사용하는 마법의 일종
상대방의 마법이 원격으로 조작하는 마법일경우, 그녀가 그조작 사이에 끼어들어서 자신이 그마법을 조작할 수 있다.
그원리로 원거리 공격마법을 비껴나가게 하거나, 골렘을 조종하기도 하였다.
셰올피아
인덱스가 사용하는 마법의 일종
인덱스가 지닌 10만3천권의 온갖 지식을 사용해서 교리속의 모순점을 철저히 규탄하는 노래같은 것이다.
교리에 따라 움직이는 성직자 같은 경우에는 그것을 들을경우 일시적으로 인격이 무너진다고 한다.
다만, 귀가 않들리면 노래가 들리지 않기 때문에, 일부러 귀를 손상시키면 셰올피아가 통하지 않는다.
이매진 브레이커
초능력 레벨0인 카미죠 토우마의 유일한 능력으로 모든 마술이나 초능력까지 무마시킬정도로 강력한 능력이다.
하지만 이 능력은 토우마 주변의 행운까지 날려버리기 때문애 늘 토우마는 '불행해'라는 말을 입버릇처럼 하고 다닌다.
소이기타 군하와 같은 원석의 능력자에게는 환상살이 통하지 않는다고 한다.

### 등장 이생물(異生物)
셰리 크롬웰의 골렘
셰리 크롬웰이 소환하는 골렘. 그 골렘은 예전에 죽었던 옛 친구인 ‘앨리스’라 부른다. 총 따윈 먹히지 않는다.
골렘을 뛰어 넘을 강력할 술식, 이매진 브레이커가 아니면 술사를 쓰러트리거나 마법진을 제거하는 방법 외에는 골렘을 제거할 방도가 없다.
그녀가 골렘을 조종하는 방식은 원격으로 조종하기 때문에, 인덱스가 "스펠인터셉트"로 골렘을 잠시 조종할 수 있었으나, 후에 원격조종에서 자율조종으로 바뀌면서 스펠인터셉트가 통하지 않게 되었다.
한 번에 하나 밖에 소환을 못한다.
각성의 인덱스 (요한의 펜)
어쨌든 이변이기 때문에 이생물 파트에 넣었다.
인덱스의 ‘목줄’이 풀리고 보호 조치를 위한 각성.
인덱스의 목숨이 위험하거나, 교회가 인덱스에게 걸어놓은‘목줄’이 풀릴위험이 있는경우, 자동 각성한다.
마술을 쓸 수 없는 인덱스가 마술, 세인트 조지의 성역 -‘드래곤 브레스’를 사용했다.
사실 트리 다이어그램도 각성한 인덱스 때문에 파괴되었다.
요한의 펜자체도 일종의 마법이기 때문에 카미조 토우마의 환상살에 의해 파괴 되었다.
스테일 마그누스의 이노켄티우스
‘마녀 사냥의 왕’이라 불리는 화신. 룬의 술식으로 발동되는 마술로써 룬 카드의 장수와 룬 카드의 배열방식에 따라 그 위력이 달라진다고 한다.
섭씨 2000도가 넘으며 룬을 제거하지 않는 한 카미조 토우마의 이매진 브레이커(환상 죽이기)로도 완전히 소멸할 수 없다.
다만, "요한의 펜"에 의해 이노켄티우스를 처단할 마법술식이 짜여진적이 있다.
미샤 크로이체프의 천사
미샤 크로이체프는 "엔젤폴"의 발동을 막기위해 파견된 러시아 수도녀였지만, 천사가 그녀에게 강림해서 직접 엔젤폴을 발동한 술사를 처단하려 했었다.
그녀에게 강림한 천사는 밤에 마법이 강해지기 때문에 저녁이였던 시간을 밤으로 바꾸는 마법을 선보이고, 물(水)과 얼음(氷) 계열마법을 사용하는듯 하다.
후에 그녀에게 강림했던 천사는 가브리엘 이였던것으로 밝혀졌으며, 엔젤폴의 발동이 취소되자 천사는 강림을 끝냈다.

### 과학 용어
초능력 (超能力 초노료쿠[*])
학원 도시의 학생 중 무능력(레벨 0)에 해당하는 60% 정도를 제외하고 모두 약물 투여나 최면술, 전기 자극 등으로 능력을 개발하여 초능력이라 불리는 힘을 가지고 있다. 이 초능력은 체내에서 전기를 발생하거나 공간 이동 능력 등을 말하는 것으로, 그 효과 범위나 강도에 따라 13권 현재 무능력(레벨 0), 저능력(레벨 1), 이능력(레벨 2), 강능력(레벨 3), 대능력(레벨 4), 초능력(레벨 5)의 총 여섯 단계로 나뉜다. 카미조 토우마의 이매진 브래이커(이 능력은 학원 도시의 계측기로는 절대 측정되지 않는다. 사실 이 능력은 초능력이라기 보다는 마술 쪽에 미미하게 더 가깝다.)나 히메가미 아이사의 딥 블러드(이 능력은 계측기로 측정된다.)와 같은 분류 외 능력도 존재한다. ‘무능력자’라고 해도 츠치미카도의 ‘오토 리버스’와 같은 빈약한 능력이 나타나야 하나, 카미조의 경우는 어떠한 능력도 발현되지 않은 완벽한 ‘무’능력자이다. 또, 한 사람(한 개의 뇌)이 가질 수 있는 능력은 단 하나 뿐이라는 제한 사항이 ‘슈뢰딩거의 고양이’에 기초하여 발견되었다.
다중 능력 (Dualskill 듀얼 스킬[*])
‘발화 및 발전 능력’ 등의 ‘복수 능력’을 사용할 수 있다는 이론으로 생긴 용어로 한사람이 2개이상의 능력을 소유하는 것을 말한다. 그러나 실제로는 ‘1인 1능력’ 제한 때문에 실현이 불가능한 것으로 밝혀진 능력이다. 이메진브레이커의 경우에는 알 수 없는 어떤 힘이 깃들어 있다고 하며 그와 동시에 이능의 힘에 의해 팔이잘려나가면 팔이 새로생겨난후 환상살의 힘이 되돌아오는 능력회수작용을 하는 등의 능력을보여서 이메진브레이커라면 다중능력이 실현가능할지도 모른다. 실제 카미조토우마는 기억을 잃기전에 이메진브레이커의 사용법을 알고 있었다고 하나 이메진브레이커가 측정불가능해서 래밸0인 것과 토우마의 기억상실로 인해 현재는 실현이 불가능하다.
수형도의 설계자 (Tree Diagram 트리 다이어그램[*])
세계에서 최성능의 슈퍼컴퓨터. 현재 공기 분자의 움직임을 넓은 범위에서 고속으로 정확히 추적할 수 있는 초고도 병렬 연산 처리를 탑재하여 1개월 분량의 날씨를 다른 연산 도중에 예측할 수 있는 속도를 갖는다. 학원 도시 상공 궤도를 돌던 인공위성 ‘직녀 I호’에 탑재되었으나, 1권에서 인덱스가 사용한 ‘용왕의 살식(드래곤 브레스)’때문에 운 나쁘게 파괴되었다. (정작 본인은 파괴 사실을 모르고 있는 듯하다.)
AIM 확산 역장 (拡散力場 가쿠산 리키바[*])
능력자가 자신도 모르는 사이에 발산하는 미약한 힘의 필드. ‘AIM’은 An Invountary Movement의 준말로, ‘무의식’이나 ‘무자각’을 뜻한다. 이 힘은 매우 미약하여 통상 수단으로는 측정할 수 없다. 코모에의 친구가 연구하고 있는 것으로 보인다. 전격계 능력자는 자기장의 형태로 필드를 생성하는데, 동물은 이를 감지하여 피한다거나, 공간 이동계 능력자는 같은 공간 이동 능력자를 이동시킬 수 없는 현상이 발생한다. (카미조의 경우 전신에 미치는 미약한 힘을 무효화 할 수 있는 것으로 보인다. 따라서, 카미조에게는 없다. 이 때문에 카자키리 효우카가 존재할 수 있다.) 또, 허수학구·오행기관도 AIM 확산역장에 의해 만들어져 있다.
허수학구·오행기관(虚数学区・五行機関 교스가쿠구 고코키칸[*]) (Primary Knowledge)
학원 도시의 시초로 도시 최초의 연구소이며 학원 도시의 그림자를 통괄하는 조직으로 알려져 학원 도시 외부의 교회 측 마술사들은 알레이스타가 살고 있는 창이 없는 빌딩이라고 생각하나, 이것의 실체는 도시 내부의 모든 능력자 230만명의 AIM 확산역장을 모은 것이다. 이 때문에 이것을 제어하는 것은 불가능하다. 그 필드는 어떠한 충격에 의해 폭발적으로 증가할 것으로 예상하지만, 그 임계값과 양식 또는 규모는 알 수 없다. 또한 이 기관에 얽힌 일곱 가지의 전설과 불가사의가 존재한다. 그리고 이 기관의 명칭인 ‘허수 학구’는 학원 도시 거주자조차 어디에 있는지 모르고, 학원 도시에 존재하는 23개 학구 중 어떠한 학구와도 일치하지 않기 때문에 ‘허수 학구’로 불린다. 지금까지 알려진 사실은 그 '열쇠'에 해당하는 사람이 카자키리 효우카라는 사실 뿐이다.
신이 아닌 몸으로 천상의 뜻을 아는 자(SYSTEM 시스템[*])
학원 도시의 목표 중 하나로, 레벨 5 이상의 것이다. 인간이 세계의 진리를 모두 이해할 수 없다면 인간 이상의 능력을 획득하여 그것을 이해하는 것이 궁극적 목표. 코모에는 카미조와 같은 무능력자야말로 SYSTEM의 비밀을 알 수 있는 열쇠가 아닌지 추측하고 있다.
신체검사(System scan 시스템 스캔[*])
학생의 능력 레벨을 측정하는 시스템으로, 학원도시내 모든학생들은 의무적으로 검사를 받아야 한다. 측정의 대상은, 능력의 위력, 효과 범위, 제어.
구분은 ‘무능력(레벨 0)’, ‘저능력(레벨 1)’, ‘이능력(레벨 2)’, ‘강능력(레벨 3)’, ‘대능력(레벨 4)’, ‘초능력(레벨 5)’로 6단계.
신체검사에 의해 확인된 학원 도시 230만명의 정점 ‘초능력자(레벨 5)’는 7명. 각각 엄청난 능력을 가지므로, 보통의 군대와 싸울 수 있을 정도의 힘을 가지고 있다. 다만, 초능력자라고 해도 다 같은 것은 아니고‘제1위’로부터 ‘제7위’까지 서열이 존재하기 때문에, 각각의 이들 사이에 실력차이는 확연하게 구분된다. 참고로 서열 결정에는 전투 능력과 더불어 정치, 문화, 경제적 활용 정도 역시 영향을 끼치므로, 서열이 높다고 해서 무조건 강한것은 아니다. 덧붙여 제7위의 능력은 상세불명이지만, 그 힘부터는 일단 레벨 5로 분류되고 있다.(알 수 없는 근원을 가진 능력. 본인도 자세히 모르므로 Unknown으로 표기되어 있음. 그러나 레벨 5인 것은 확실하다고 함.) 초능력을 넘어서는 존재로 여겨지는 ‘절대 능력(레벨 6)’는 환상의 능력으로 여겨져 신의 영역이라고도 불린다. 절대 능력으로 오를수 있는 초능력자는 ‘일방통행(액셀러레이터)’ 이외에는 없다고 한다.(액셀러레이터는 제10032차 실험에서 카미조 토우마에게 패배하여, 실험은 무기한 중지된다.)
풍기위원 (Judgement 저지먼트[*])
학원 도시의 치안 유지에 노력하는 학생들을 선발한 집단. 풍기 위원은 기본적으로 방패 마크가 있는 완장을 차고 다니며 풍기위원이 되려면, 계약서 9장에 서명하고, 13종의 시험을 봐야 하며 4개월의 연수를 받아야 한다. 풍기 위원에 속한 학생은 모두 시라이 쿠로코와 같은 고레벨의 능력자가 아니고, 우이하루 카자리와 같은 저레벨의 능력자 학생이라도 될 수 있다. 또, 신호탄을 쏘기 위한 권총을 가지고 다니지만 특별한 상황이 아닌 경우에 쏘게 될 경우 시말서를 쓰게 되므로 사용이 엄격하다. 또한 특정학구에서 선발된 풍기 위원이 다른 학구에서 활동하게 될 경우에도 직무월권행위로 시말서를 쓰게된다.
초 기동 소녀 카나밍 (Magical Powered Kanamin 매지컬 파워 카나민[*])
학원 도시에서 방영되는 애니메이션 프로그램과 그 주인공의 이름이다. 인덱스가 매우 좋아하여 소설 6권에서 카자키리와 함께 코스튬 플레이를 하여 스티커 사진을 찍었다. 또 12권에서는 상사(바실리사)가 이 의상을 만들어 샤샤에게 입히려 하였다. 16권 현재 ‘초기동 소녀 카나민 인테그랄’이 방송 중이다.
배움의 정원 (学舎の園 마나비야노소노[*])
인접하는 5개의 아가씨 학교가 각각의 부지를 서로 공동으로 이용하는, 제7 학구 내 작은 거리. 기본적으로 여성들밖에 없고, 서양식으로 지어진 건물들이 일렬로 늘어서 있으며, 다섯 종류의 교복을 입은 학생들이 저마다 왕래하는 배움의 정원만의 독특한 풍경을 자아 내고있다. 기숙사, 상가, 연구·실험 시설등이 부수적으로 있다.
다섯학교가 비용을 공동으로 부담하여 보안 체제를 구축했는데, 높은 담장은 외부로부터의 침입을 막고, 2000대가 넘는 감시카메라들이 운용될 정도로 강력하다. 또 상품이나 능력개발 기자재는 배움의 정원 내부에서 생산된다. 세간에 따르면, 철부지 규중 아가씨들이 대량으로 양성되는 곳으로 알려졌다.
대패성제(大覇星祭 다이하세이사이[*])
학원 도시 안에 대학교 까지의 모든 학교가 참가하는 초 대형 규모의 운동회. 9월 19일부터 25일까지 7일에 걸쳐 개최된다. 이 기간 동안 도시 일부 기관을 제외하고 모든 구간이 일반에 공개하여 TV 중계도 한다. (시청률은 상당하다고 한다.) 경기 내용 자체는 일반적 운동회와 차이가 없으나, 일반인들에게 피해를 주지 않는 범위(이 제한으로 인해 고도의 능력자는 능력을 사용하지 못하는 경우도 있다)로 능력 사용이 제한되지만, 사실 이 정도라고 해도 상당히 화려한 전투 종목이 존재한다.
사냥개 부대 (Hound Dog 하운드 독[*])
남녀불문으로 싸움에 적합한 자만을 모아놓은 알레이스타 직속의 학원 도시 암부의 부대로, 후각 센서를 사용하여 표적을 쫓아 ‘빨리 제거한다’는 목표를 시행하는 부대. 부대장은 키하라 아마타이며, 멤버의 코드네임은 일반적인 이름으로 불린다. 13권에서 액셀러레이터에 의해 키하라 아마타가 살해당하고, 부대도 괴멸 상태가 된다.
과학 결사 (科学結社 가가쿠켓샤[*])
학원 도시의 외부 조직으로 무스지메와 아마이의 접촉으로 트리 다이어그램을 복원하려 한다. 아마이 아오와도 연관이 있는 것 같다.
스킬 아웃 (Skill-out 스키루아우토[*])
학원 도시의 무능력자들의 무장 집단으로, 기숙사에 살고 있으나 학교에 출석하지 않는 사람이나, 학교에는 출석하고 있으나 밤이 되면 이 집단의 행동을 개시하는 사람이 대다수이다. 개중에는 Lv.0인 사람들이 대부분인 듯 하다.
일단람제(一端覧祭 이치하나란사이[*])
학원 도시의 모든 학교가 참여하는 데에는 대패성제와 비슷하나, 일단람제에서는 외부인의 출입을 허가하지 않는다는 점이 다르다. 작중에서는 SS에 처음 등장하고, 14권에서 소개된다.
‘0930’사건
9월 30일에 전방의 벤토가 학원 도시에 침공한 사건.
사건의 전모는 알려지지 않았지만, 알레이스타의 목적들 중 하나인‘퓨즈 카자키리’가 정식 무대에 등장한 것이나 학원 도시의 경비망이 약해진 틈을 타 학원도시 비밀조직의 배반 행위와 항쟁이 발생했다.
원석(原石 겐세키[*])
학원 도시의 능력 개발 시스템과 완전히 같은 환경이 자연계에 갖추어졌을 경우 태어나는 천연 능력자. 세계적으로 그 수가 불과 50명 전후로 될 정도로 매우 적다. 전격이나 화염계열 등의 발현되기 쉬운 능력과는 완전히 반대인 능력이 많다. 인공 다이아몬드와 천연 다이아몬드 사이의 관계로 비유되곤 한다. 히메가미 아이사의 ‘딥 블러드’는 여기에 분류되지만, 카미조 토우마의 능력은 엄밀하게 말해서 카테고리에 포함되지 않는 것 같으며 이매진 브레이커가 통하지 않는다고하지만 정확하지 않다. 덧붙여 세계 최고의 원석으로 여겨지는 능력자는 소기이타 군하이다.

## 애니메이션

### 어떤 마술의 금서목록
어떤 마술의 금서목록
독립UHF국, TBS계열, AT-X 등에서 2008년 10월부터 2009년 3월까지 방영. 전 24화. 원작의 6권까지 애니메이션화했다.
2011년 7월부터 대한민국의 애니맥스 채널에서도 방영을 시작했다.
어떤 마술의 금서목록II
2010년 6월 제작 발표되었다. MBS, CBC, TOKYO MX, CTC, tvk, TV 사이타마, AT-X에서 2010년 10월부터 방영되고 있다. 1기와 같이 전 24화로 결정.
어떤 마술의 금서목록II도 대한민국의 애니맥스 채널에서 방영을 했고, 2022년 10월부터 애니플러스에서 재방영을 시작했다.

#### 스태프(INDEX)
- 원작: 카마치 카즈마
- 감독: 니시키오리 히로시(錦織博)
- 감독보좌: 타치바나 히데키(橘秀樹)
- 시리즈 구성: 아카호시 마사나오(赤星政)
- 캐릭터 디자인: 타나카 유이치(田中雄一)
- 플롯 디자인: 이와타키 사토시(岩瀧智)
- 키 애니메이터: 카와카미 테츠야(川上哲也), 야마시타 유우(山下祐)
- 미술 감독: 쿠로다 토모노리(黒田友範), 히로세 요시노리 (廣瀬義憲)
- 색채 설정: 안도 토모미(安藤智美)
- 촬영 감독: 후쿠세 신고(福世晋吾)
- 음향 감독: 에비나 야스노리(蝦名恭範)
- 음향 제작: 델파이 사운드(デルファイサウンド)
- 음악: I've Sound / 이노우치 마이코(井内舞子)
- 프로듀서: 나카야마 노부히로(中山信宏), 미키 카즈마(三木一馬), 키무라 야스타카(木村康貴), 후지타 사토이(藤田敏)
- 애니메이션 제작: J.C.STAFF
- 제작: PROJECT-INDEX(제네온 유니버설 엔터테인먼트, 아스키 미디어 웍스, 스퀘어 에닉스, J.C.STAFF, AT-X, 카도카와 모바일)

#### 노래(INDEX)
여는 노래
〈PSI-Missing〉 (1~16화)
작사: 카와다 마미
작곡·편곡: 나카자와 토모유키
노래: 카와다 마미
〈masterpiece〉 (17화~24화)
작사: 카와다 마미
작곡·편곡: 나카자와 토모유키
노래: 카와다 마미
〈No buts!〉 (2기 1화~16화)
작사: 카와다 마미
작곡·편곡: 나카자와 토모유키
노래: 카와다 마미
〈See VisionS〉 (2기 17화~)
작사: 카와다 마미
작곡·편곡: 나카자와 토모유키
노래: 카와다 마미
닫는 노래
〈Rimless ~테두리 없는 세계~(フチナシノセカイ 후치 나시 노 세카이[*])〉(1~20화)
작사: IKU
작곡: IKU & 타카세 카즈야
편곡: 타카세 카즈야
노래: IKU
〈맹세의 말 ~조금만 더~(誓い言~スコシだけもう一度~ 치카이 고토 ~스코시 다케 모 이치도~[*])〉(20~24화)
작사: IKU
작곡: IKU
편곡: 오오쿠보 카오루
노래: IKU
〈Magic∞World〉 (2기 1~13화)
작사: 이우치 마이코
작곡: 이우치 마이코
편곡: 이우치 마이코
노래: 쿠로사키 마온
〈Memories Last〉 (2기 14~24화)
작사: 쿠로사키 마온
작곡: 나카자와 토모유키·사이토 신야
노래: 쿠로사키 마온
삽입곡
〈비(雨 아메[*])〉(12화)
작사: 카와다 마미
작곡·편곡: 나카자와 토모유키·오자키 타케시
노래: 카와다 마미
〈jellyfish〉 (23화)
작사: 카와다 마미
작곡·편곡: 나카자와 토모유키·오자키 타케시
노래: 카와다 마미

#### 방영 목록(INDEX I)
| 화수 | 부제 (원제/풀이)            | 각본              | 콘티                            | 연출              | 작화 감독                                     |
| ---- | --------------------------- | ----------------- | ------------------------------- | ----------------- | --------------------------------------------- |
| #01  | 학원도시                    | 아카호시 마사나오 | 니시키오리 히로시               | 니시키오리 히로시 | 타나카 유이치                                 |
| #02  | 마녀재판의 왕(이노켄티우스) | 아카호시 마사나오 | 이와타키 사토시                 | 사쿠라비 카츠시   | 이와타키 사토시                               |
| #03  | 필요악의 교회(네세사리우스) | 아카호시 마사나오 | 타치바나 히데키                 | 타치바나 히데키   | 야마시타 유우                                 |
| #04  | 완전기억능력                | 아카호시 마사나오 | 나카무라 켄유 니시키오리 히로시 | 오가와 코우스케   | 하세가와 신야 야마자키 마사카즈               |
| #05  | 12시(리미트)                | 아카호시 마사나오 | 야나기사와 테츠야               | 카와즈라 신야     | 타나카 유이치                                 |
| #06  | 환상살(이매진 브레이커)     | 아카호시 마사나오 | 니시키오리 히로시               | 마인규            | 카와카미 테츠야                               |
| #07  | 미사와 학원                 | 타니자키 아키라   | 쿠와바라 토모 니시키오리 히로시 | 토미자와 카즈오   | 사노 케이이치                                 |
| #08  | 황금연성(아르스 마그나)     | 아카호시 마사나오 | 야나기사와 테츠야               | 후쿠다 노리유키   | 하세가와 신야                                 |
| #09  | 흡혈살(딥 블러드)           | 미나카미 세이시   | 나카츠 타마키                   | 나카츠 타마키     | 다나카 유이치                                 |
| #10  | 언니(미사카 미코토)         | 니시조노 사토루   | 타치바나 히데키                 | 타치바나 히데키   | 야마시타 유우                                 |
| #11  | 자매들(시스터즈)            | 니시조노 사토루   | 야나기사와 테츠야               | 츠루타 히로시     | 하세가와 신야                                 |
| #12  | 절대능력(레벨 6)            | 니시조노 사토루   | 니시키오리 히로시               | 우에다 시게루     | 타나카 유이치 사노 케이이치                   |
| #13  | 일방통행(액셀러레이터)      | 니시조노 사토루   | 코미노 마사히코                 | 타카시마 다이스케 | 야마시타 유우 카와카미 테츠야 미키모토 시게키 |
| #14  | 최강VS최약(최약vs최강)      | 니시조노 사토루   | 니헤이 유우이치                 | 사쿠라비 카츠시   | 미키모토 시게키                               |
| #15  | 천사추락(엔젤 폴)           | 미나카미 세이시   | 나카츠 타마키                   | 나카츠 타마키     | 타나카 유이치                                 |
| #16  | 아버지(카미조 토우야)       | 미나카미 세이시   | 타키가와 카즈오                 | 카와바타 타카시   | 하세가와 신야                                 |
| #17  | 대천사(신의 힘)             | 미나카미 세이시   | 니헤이 유우이치                 | 하시모토 토시카즈 | 카와카미 테츠야                               |
| #18  | 가짜(레플리카)              | 타니자키 아키라   | 타치바나 히데키                 | 타치바나 히데키   | 야마시타 유우 미키모토 시게키 요코야마 켄지   |
| #19  | 마침표(라스트 오더)         | 아카호시 마사나오 | 오오하라 미노루                 | 요시모토 타케시   | 미키모토 시게키                               |
| #20  | 최종신호(바이러스 코드)     | 니시조노 사토루   | 스기시마 쿠니히사               | 타카시마 다이스케 | 하세가와 신야                                 |
| #21  | 정체불명(카운터 스톱)       | 니시조노 사토루   | 야나기사와 테츠야               | 야나기 노부아키   | 다나카 유이치 카와카미 테츠야                 |
| #22  | 석상(골렘)                  | 아카호시 마사나오 | 니헤이 유우이치                 | 츠루타 히로시     | 야마무라 쥰료                                 |
| #23  | 카자키리 효우카(친구)       | 아카호시 마사나오 | 요네타니 요시토모               | 타치바나 히데키   | 하세가와 신야 야마시타 유우                   |
| #24  | 허수학구 오행기관           | 아카호시 마사나오 | 나카츠 타마키                   | 나카츠 타마키     | 타나카 유이치                                 |

#### 방송국(INDEX)
| 방송 지역   | 방송국        | 방송 기간          | 방송 일시            | 계열         | 비고                |
| ----------- | ------------- | ------------------ | -------------------- | ------------ | ------------------- |
| 지바현      | 지바 TV       | 2008년 10월 4일 -  | 토요일 25:35 - 26:05 | 독립 UHF계열 |                     |
| 가나가와현  | tvk           | 2008년 10월 4일 -  | 토요일 26:30 - 27:00 | 독립 UHF계열 |                     |
| 긴키 광역권 | 마이니치 방송 | 2008년 10월 4일 -  | 토요일 26:55 - 27:25 | TBS 계열     |                     |
| 사이타마현  | TV 사이타마   | 2008년 10월 6일 -  | 월요일 26:00 - 26:30 | 독립 UHF계열 |                     |
| 추쿄 광역권 | 주부닛폰 방송 | 2008년 10월 8일 -  | 수요일 27:00 - 27:30 | TBS 계열     |                     |
| 일본 전국   | AT-X          | 2008년 10월 9일 -  | 목요일 13:00 - 13:30 | CS 계열      | 재방송 있음 제작국  |
| 일본 전국   | 무비 게이트   | 2008년 10월 10일 - | 금요일               | 인터넷 방송  | 기간 한정 무료 방영 |
| 일본 전국   | 반다이 채널   | 2008년 10월 17일 - | 금요일 12:00 갱신    | 인터넷 방송  | 기간 한정 무료 방영 |

| 이 라이트 노벨이 대단해! 작품 부문 1위 |                             |        |
| 2010년                                 | 2011년 어떤 마술의 금서목록 | 2012년 |
| 바보와 시험과 소환수                   | 2011년 어떤 마술의 금서목록 | -      |
|                                        |                             |        |
| 이노우에 켄지의 작품                   | 카마치 카즈마의 작품        |        |